# Onthophagus pseudoschultzei
Onthophagus pseudoschultzei es una especie de insecto del género Onthophagus, familia Scarabaeidae, orden Coleoptera.

Fue descrita científicamente por Josso & Prévost en 2000.